# Albino Rodrigues de Alvarenga
Albino Rodrigues de Alvarenga, barão de São Salvador de Campos e visconde de Alvarenga (Campos dos Goytacazes, 10 de maio de 1833 — Rio de Janeiro, 1901 ) foi um médico brasileiro.
Filho de Rodrigues de Alvarenga, formou-se na Faculdade de Medicina do Rio de Janeiro, da qual foi depois diretor.
Agraciado cavaleiro da Imperial Ordem da Rosa. Foi agraciado barão em 20 de junho de 1887 e elevado a visconde em  2 de maio de 1889.